# Zandzsán
Zandzsán település Iránban, az ország északnyugati részén fekvő Zandzsán tartomány székhelye. A 2011 évi népszámláláskor 386 851 lakosa volt.

## Fekvése
Szoltánijetől északnyugatra fekvő település.

## Leírása
Az 1480 méter magasságban fekvő kis kereskedőváros fontos közúti csomópont, vasútállomással. A városból indul északkelet felé az Ardabílbe vezető út.

## Nevezetességek
- Archeológiai múzeum
- Bazár
- Sóember - A sóember múmiáját Iránban, Zandzsán tartományban, Zandzsán település nyugati részén a Chehrabad sóbányákban fedezték fel.

## Galéria

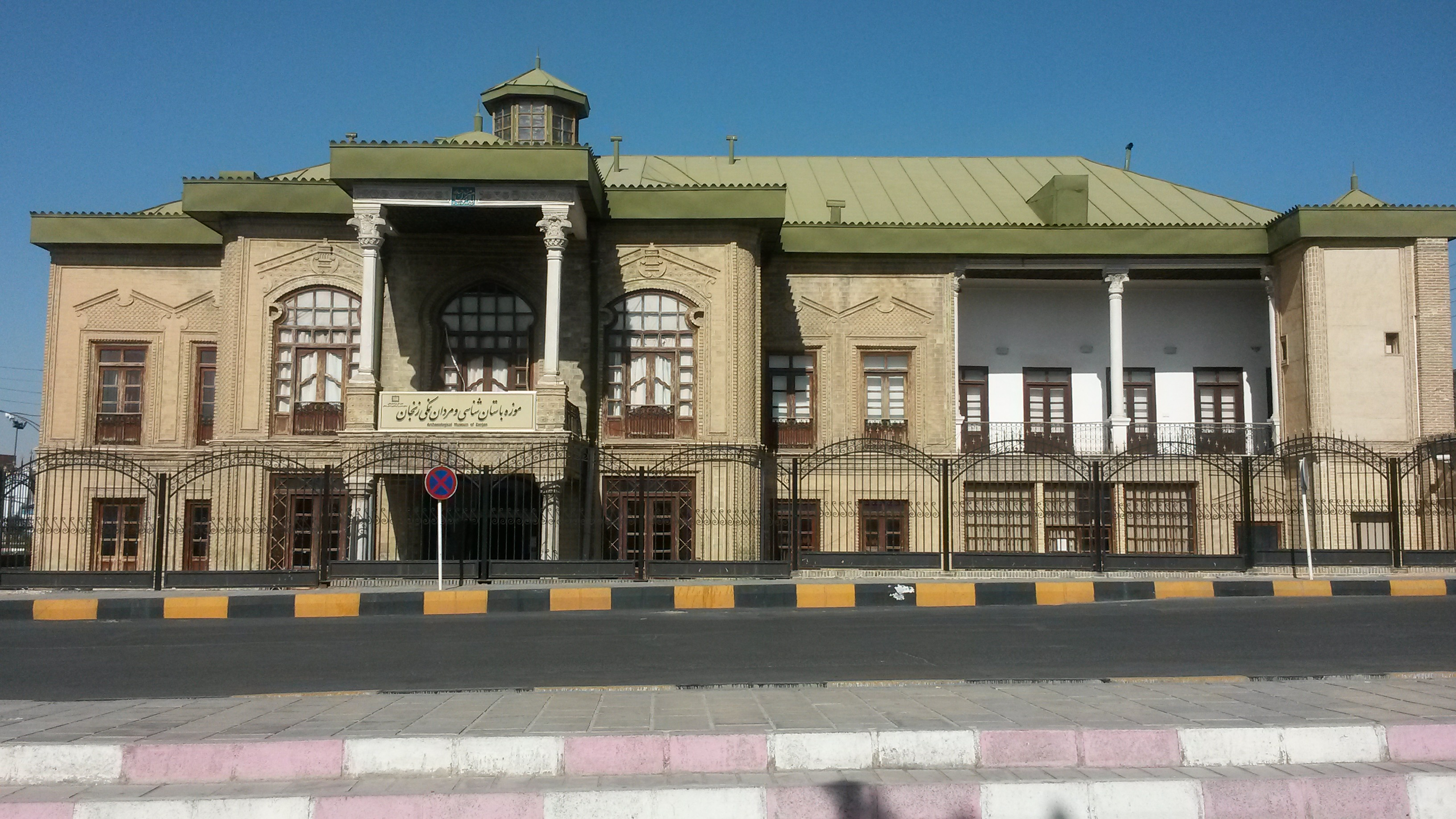
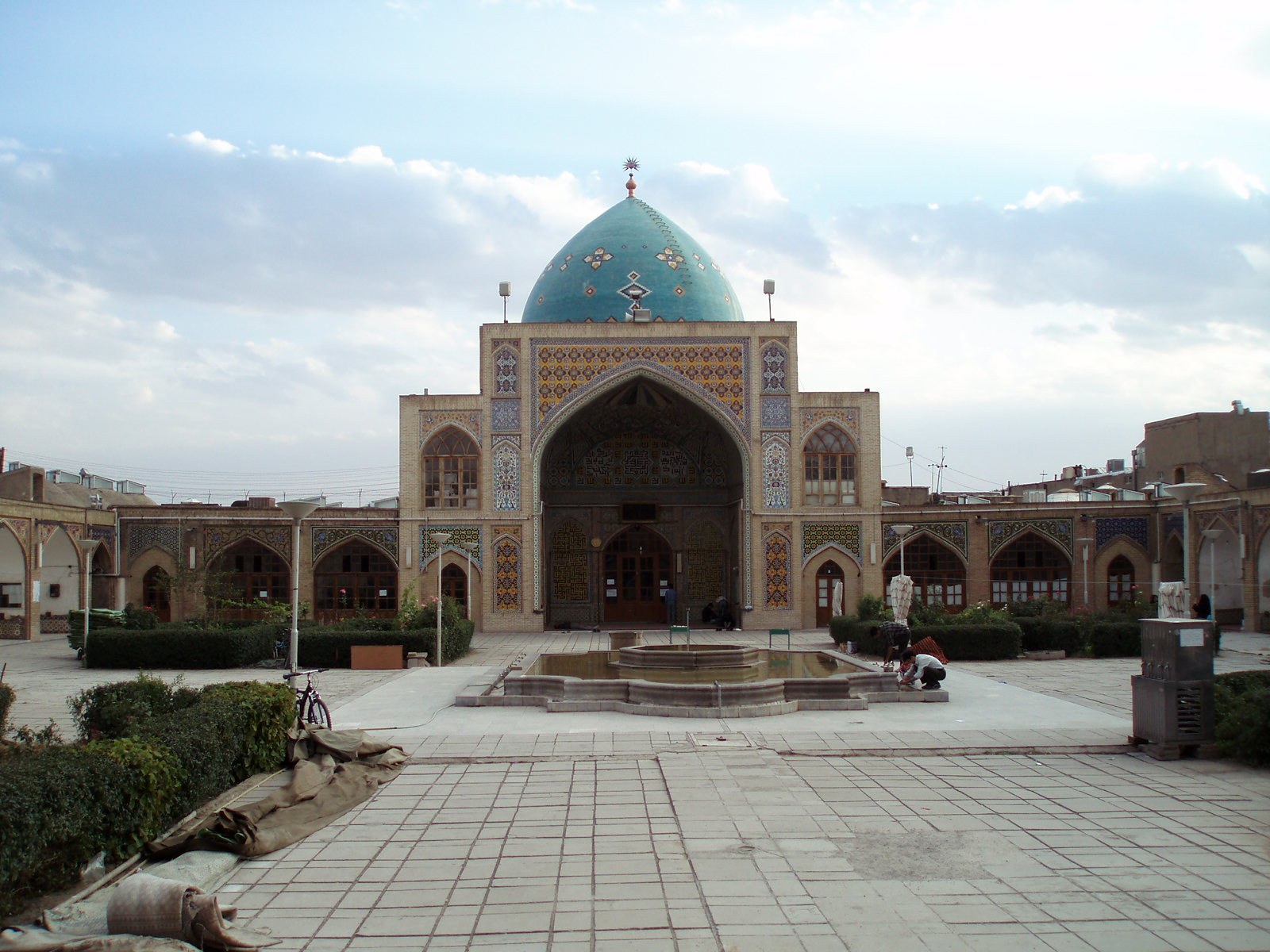
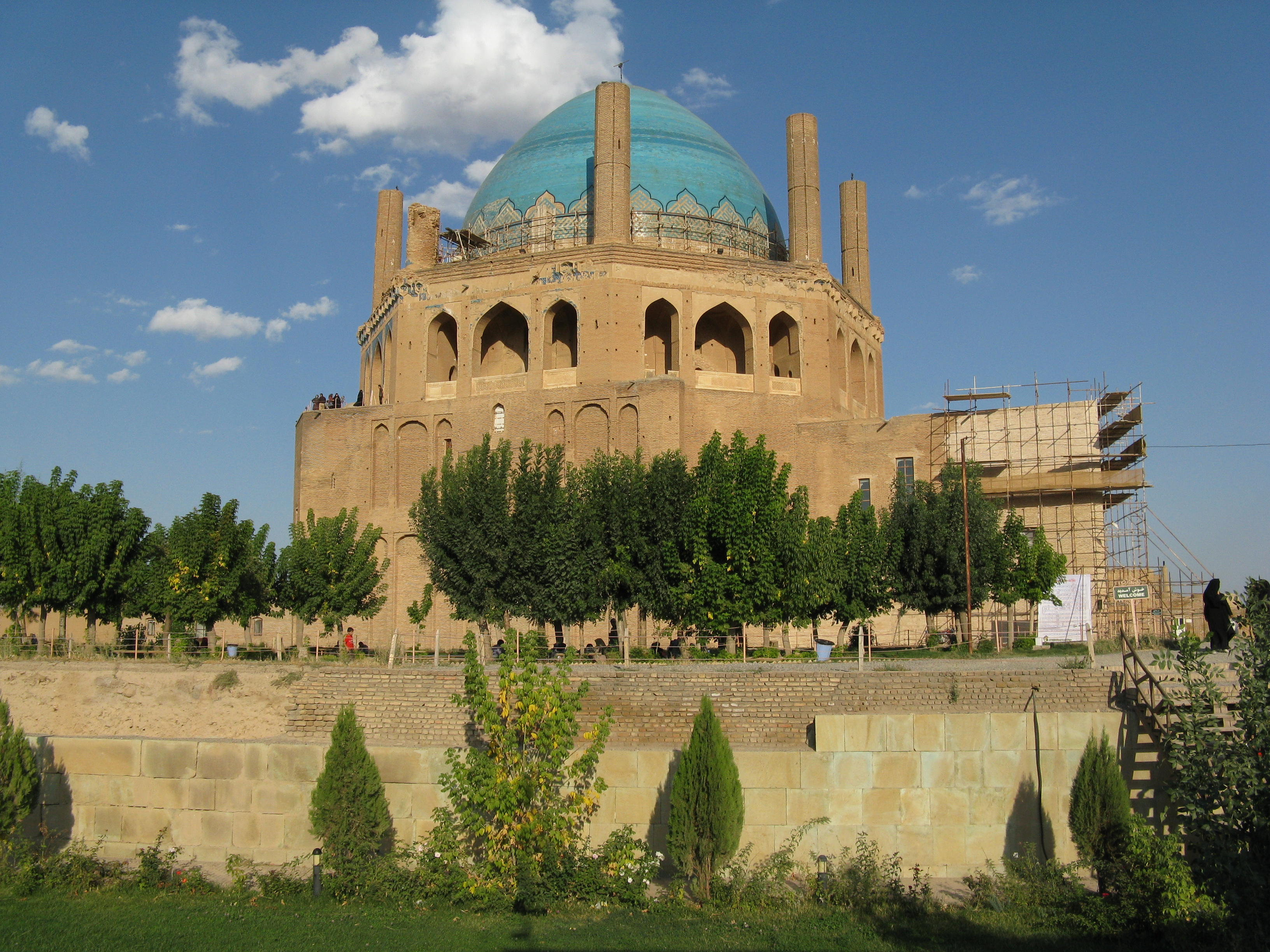
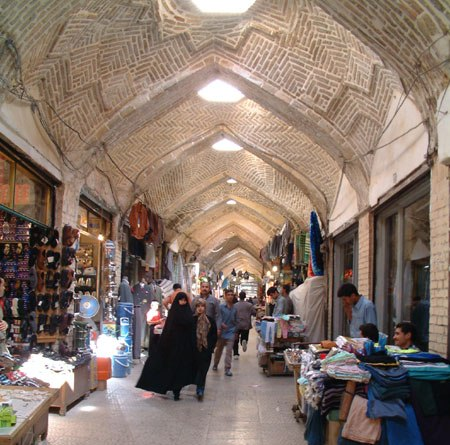
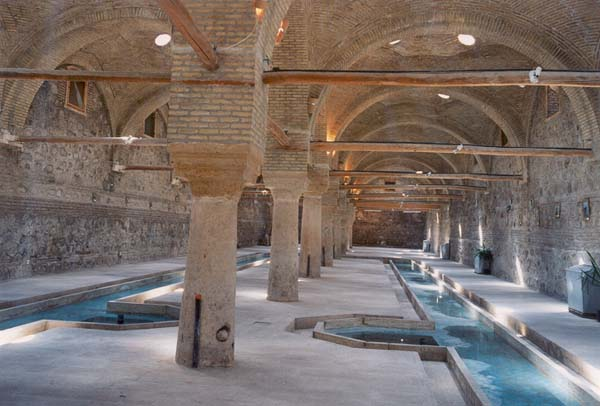
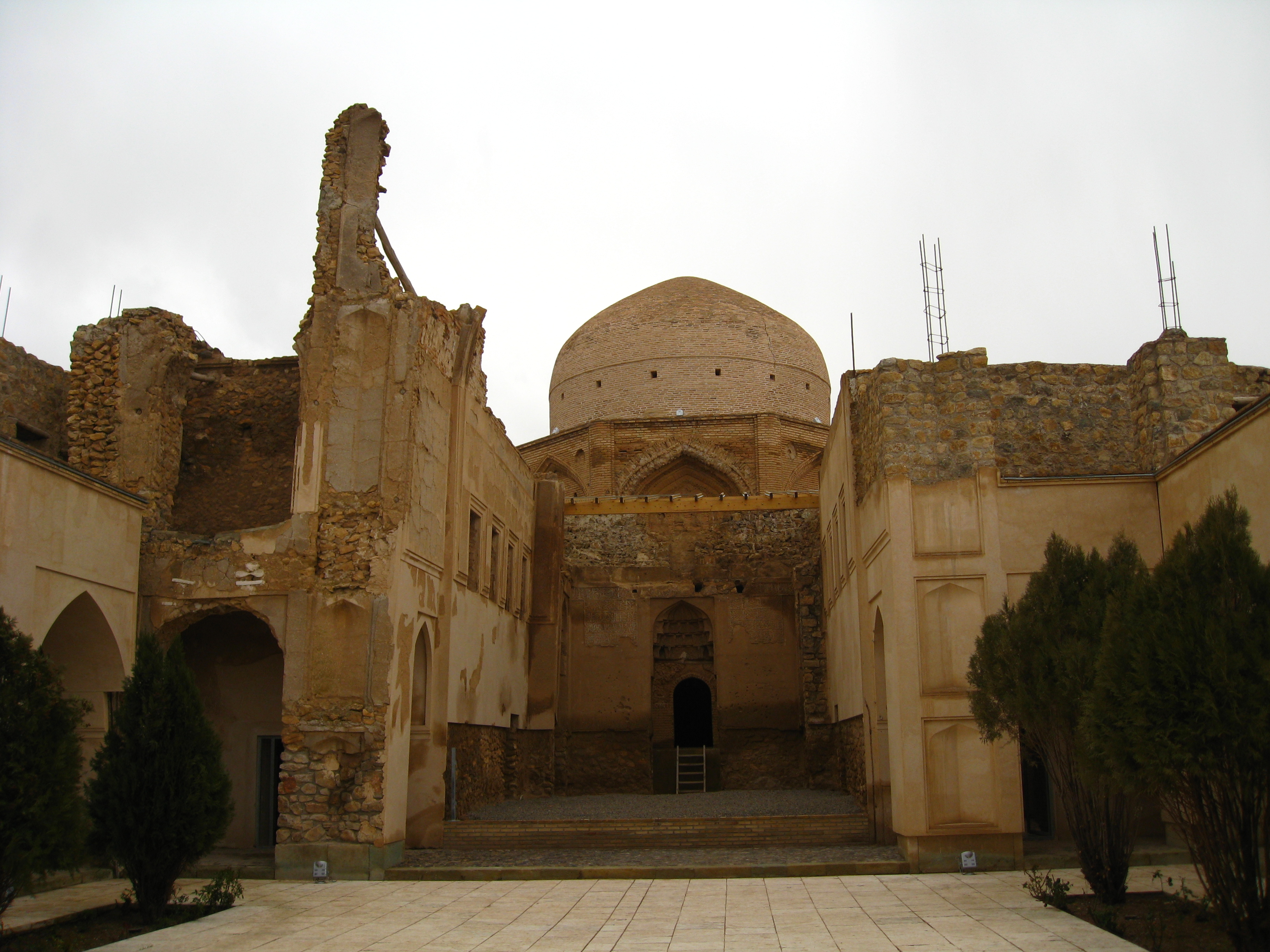
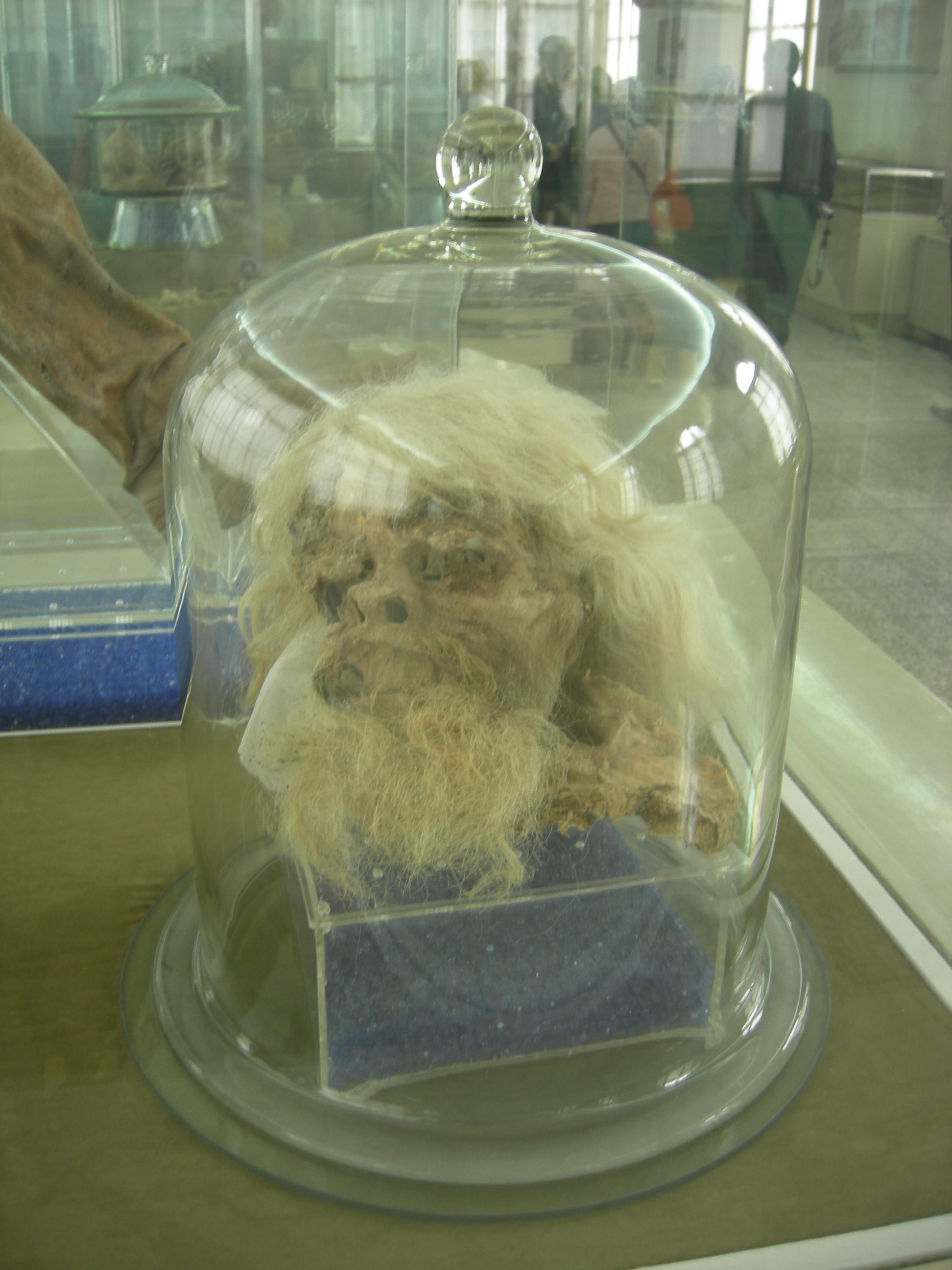
Sóember